# Von-Ruhr-zur-Ruhr-Radweg
Der Von-Ruhr-zur-Ruhr-Radweg ist ein Radrundweg in Nordrhein-Westfalen. Er befindet sich in den Städten Hattingen, Sprockhövel, Gevelsberg, Wetter und Witten. Er ist etwa 55 km lang und beschildert. Der Radweg verläuft zum großen Teil auf ehemaligen Bahntrassen. Ein rund 2 km langes Teilstück zwischen Silschede und Albringhausen ist noch nicht ausgebaut.
Der höchste Punkt befindet sich bei Schee (250 m), der tiefste an der Ruhr bei Hattingen (70 m).

## Beschilderung und Wegequalität
Die Strecke ist in das Radverkehrsnetz NRW eingebunden. Das Logo zeigt ein gelbes Fahrrad, zwei grüne Hügel, eine rote Bahntrasse und die blaue Ruhr mit dem Schriftzug „Von Ruhr zur Ruhr“.
Die vielen Umlaufgitter stören den ansonsten reibungslosen Lauf des Weges etwas. Mit Fahrradanhängern, Tandems oder voll bepackten Rädern wird es an einigen Stellen schwierig sein, durchzukommen. Die Wege sind größtenteils nicht asphaltiert, aber in einem guten Zustand. Es empfiehlt sich, die Route so zu befahren, dass der steile Abschnitt Silschede-Wengern abwärts befahren wird – also entgegen dem Uhrzeigersinn. Die folgenden Streckenbeschreibungen nennen den Verlauf im Uhrzeigersinn.

## Abschnitte
Die Strecke lässt sich analog zu den ehemaligen Bahntrassen in vier Abschnitte unterteilen.

### Schee – Hattingen
Höhenprofil: Schee 250 m – Hattingen 90 m
Länge: 13 km
Dieser Abschnitt verläuft auf der ehemaligen Bahnstrecke Wuppertal-Wichlinghausen–Hattingen. Das Gefälle beträgt maximal 2 %. Der kurz vor Hattingen liegende Schulenbergtunnel wurde am 23. September 2008 für den Radverkehr freigegeben. Die ehemaligen Bahnhöfe von Sprockhövel (1884), Bossel und Schee (1886) sind erhalten.

### Hattingen – Wengern
Höhenprofil: Hattingen 90 m – Wengern 84 m
Länge: 23 km
Auf diesem Abschnitt führt der Weg ohne wesentliche Steigungen an der Ruhr entlang und verläuft parallel zum RuhrtalRadweg. Die Benutzung der Ruhrtalfähre Hardenstein ist möglich. In Wengern ist eine kurze steile Passage (Bahnunterquerung) zu meistern. Der Radweg benutzt einen Abschnitt der Ruhrtalbahn.

### Wengern – Silschede
Höhenprofil: Wengern 84 m – Silschede 230 m
Länge: 10 km
Der Umbau der ehemaligen Bahnstrecke Witten–Wengern West/Schwelm musste mehrmals verschoben werden. Im August 2017 wurde der Abschnitt von Witten bis Albringhausen fertiggestellt. Damit ist fast der ganze Rundkurs mit geringen Steigungen befahrbar. Der Abschnitt Albringhausen – Silschede sollte von 2018 bis 2019 entlang – aber nicht auf – der Bahntrasse angelegt werden, was aber nicht geschah.

### Silschede – Schee
Höhenprofil: Silschede 230 m – Schee 250 m
Länge: 9 km
Dieser Abschnitt verläuft auf der Trasse der ehemaligen Bahnstrecke Schee–Silschede. Er ist komplett als Radweg umgebaut und verläuft sehr steigungsarm. Kurz vor Schee weicht der Weg von der alten Trasse ab (die kurze Umfahrung hat mäßig steile 15 Höhenmeter).

## Weitere Radwege
- In Silschede soll später ein Anschluss an die ehemalige Schlebusch-Harkorter Kohlenbahn entstehen. Sie führt nach Hagen-Haspe und ist heute schon teilweise befahrbar, aber nicht ausgeschildert.
- In Schee besteht seit dem 19. Dezember 2014 ein Anschluss nach Wuppertal. Siehe Wuppertaler Nordbahn.

## Galerie

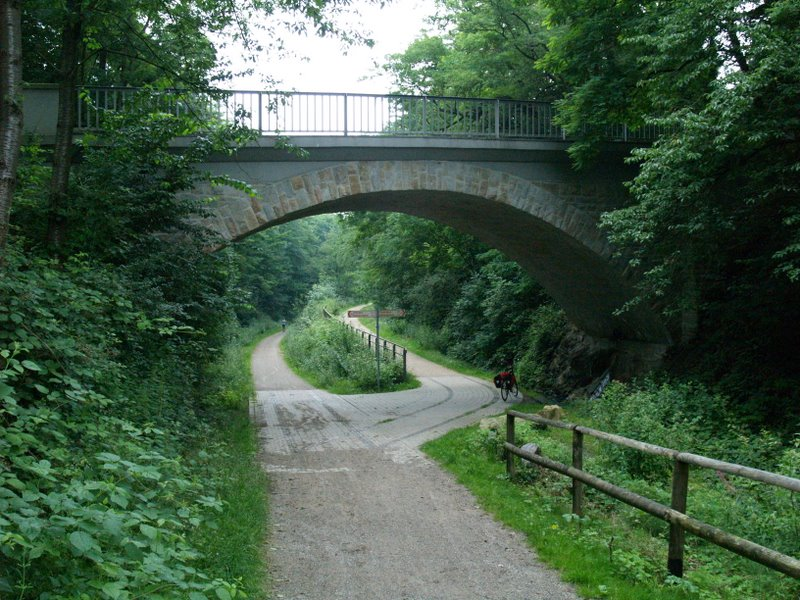
Abzweig in Schee; links die Strecke nach Hattingen, rechts die Strecke nach Silschede
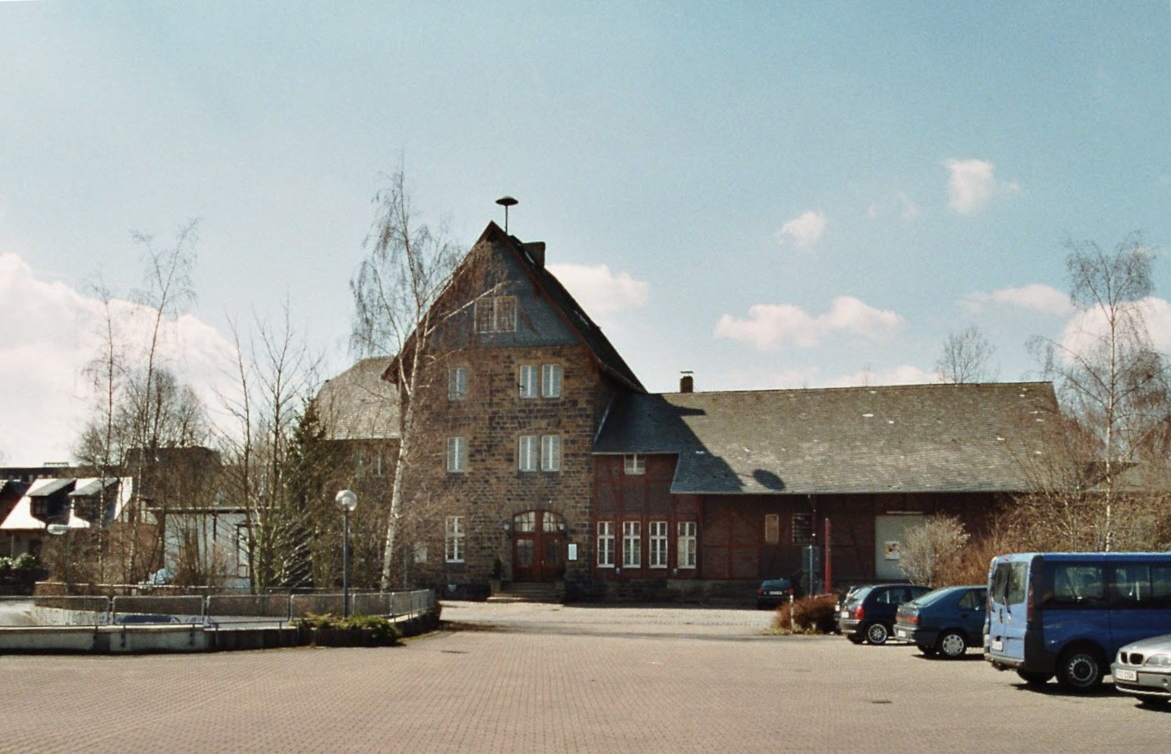
Der ehemalige Bahnhof Sprockhövel (Niedersprockhövel)
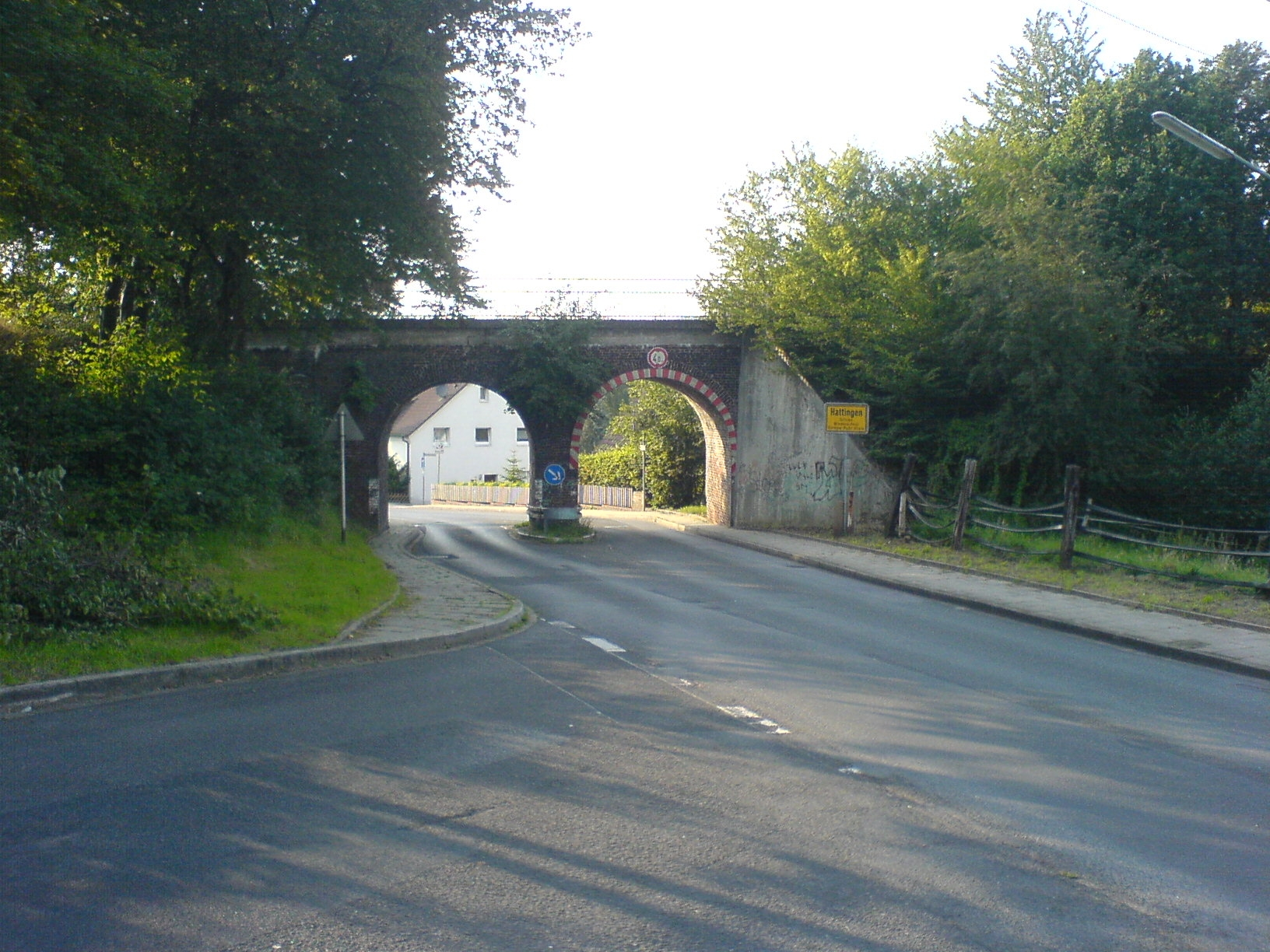
Hackertbrücke zwischen Sprockhövel (Stüter) und Hattingen
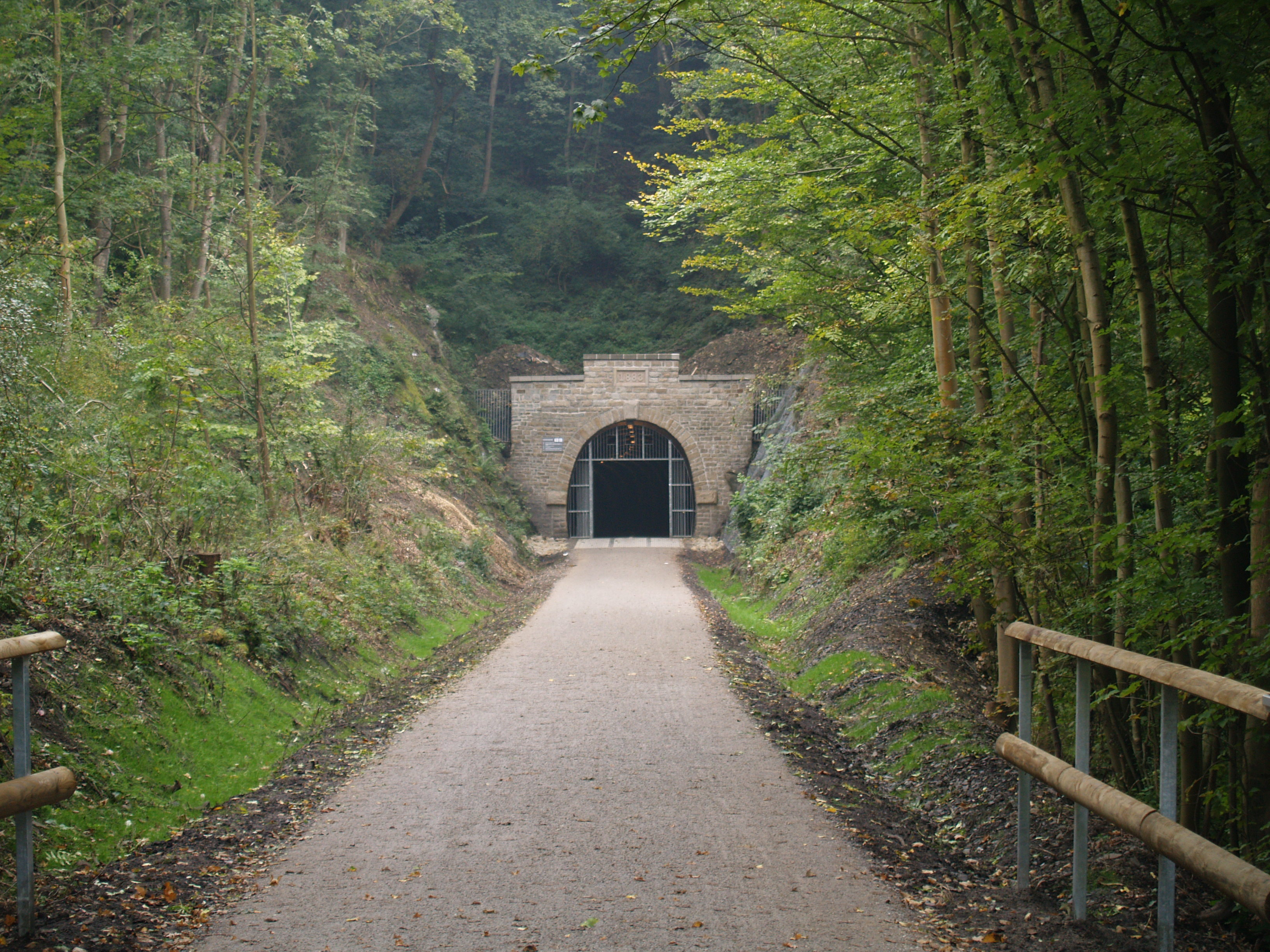
Schulenbergtunnel in Hattingen
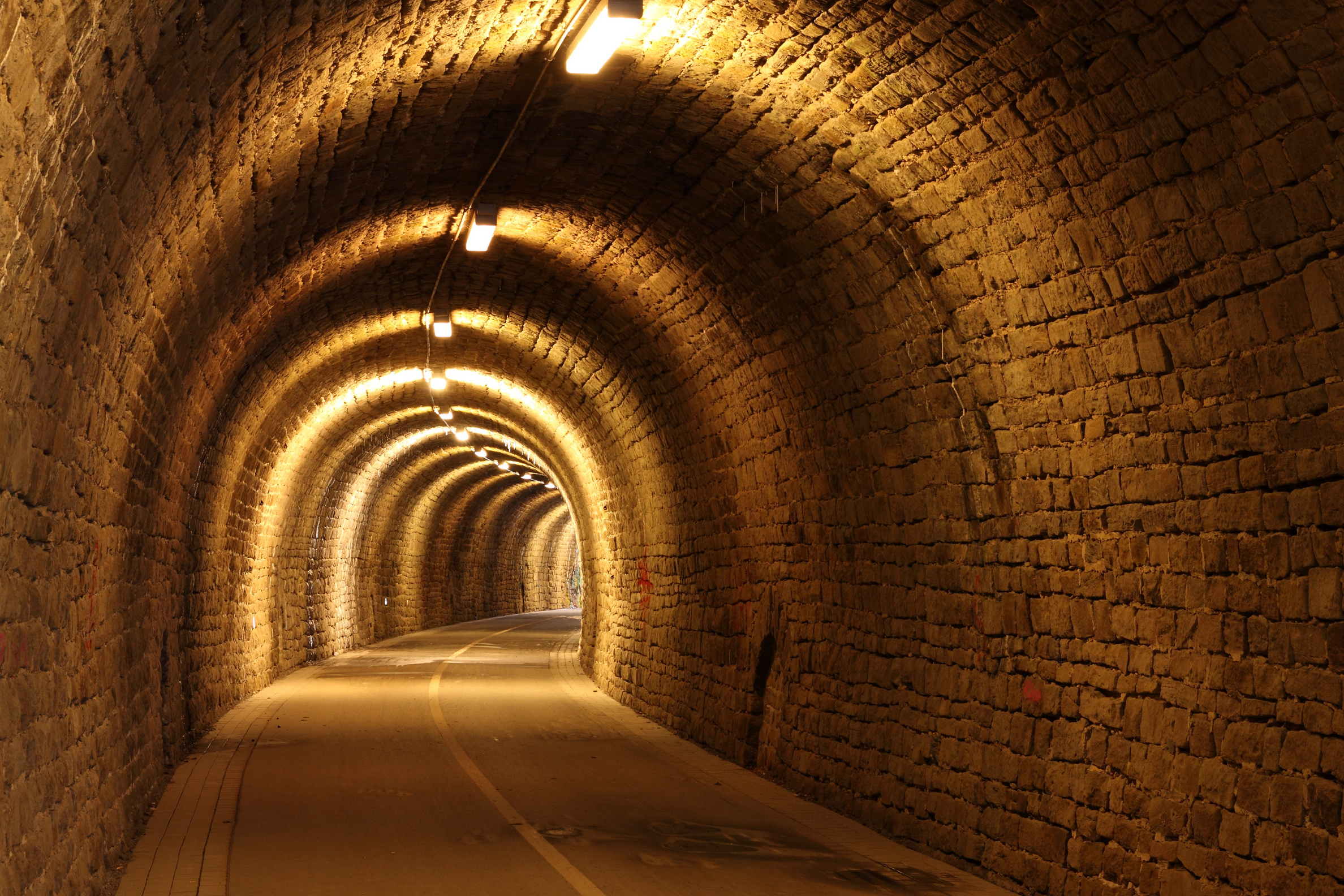
Innenansicht Schulenbergtunnel
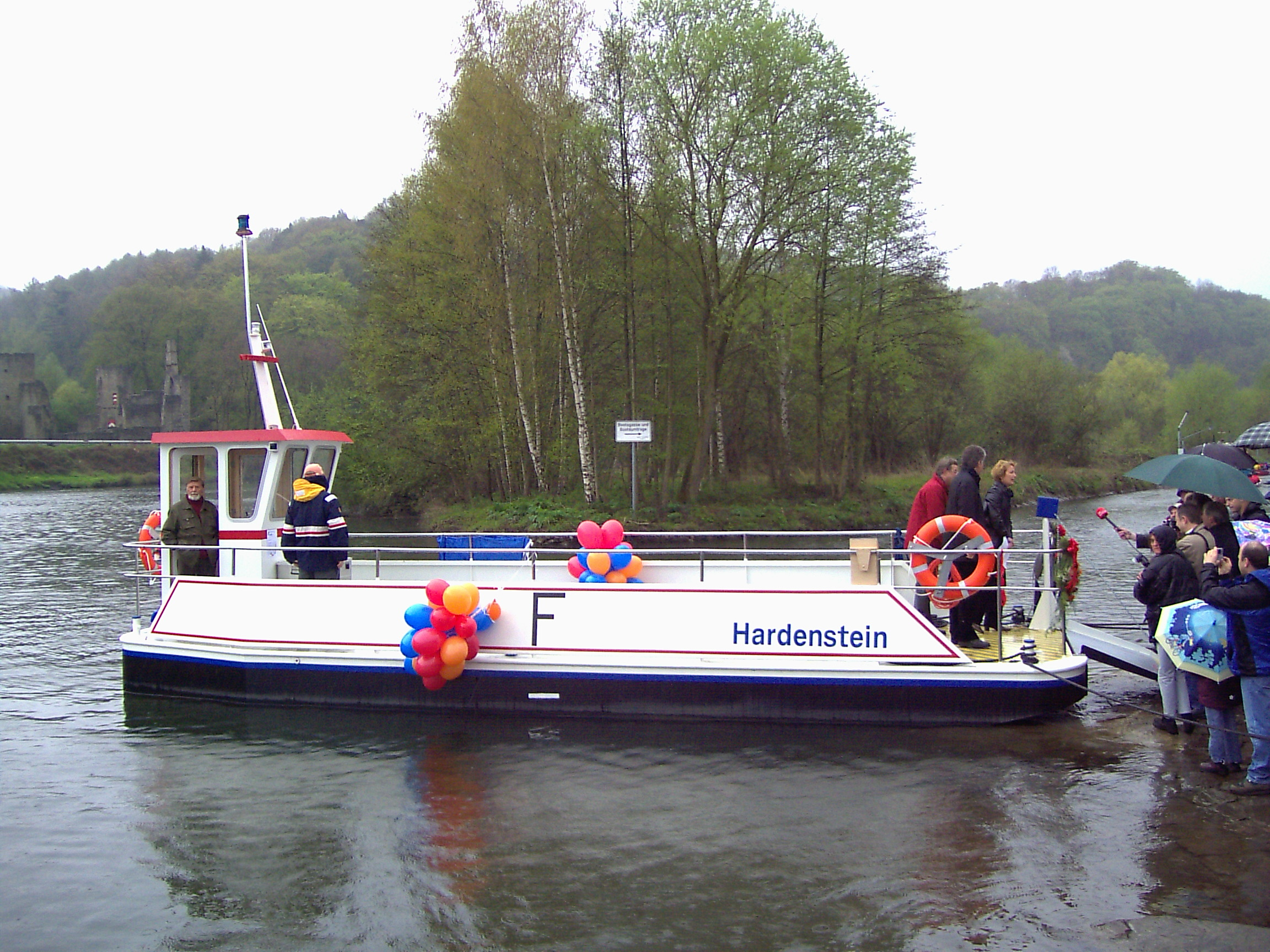
Ruhrtalfähre
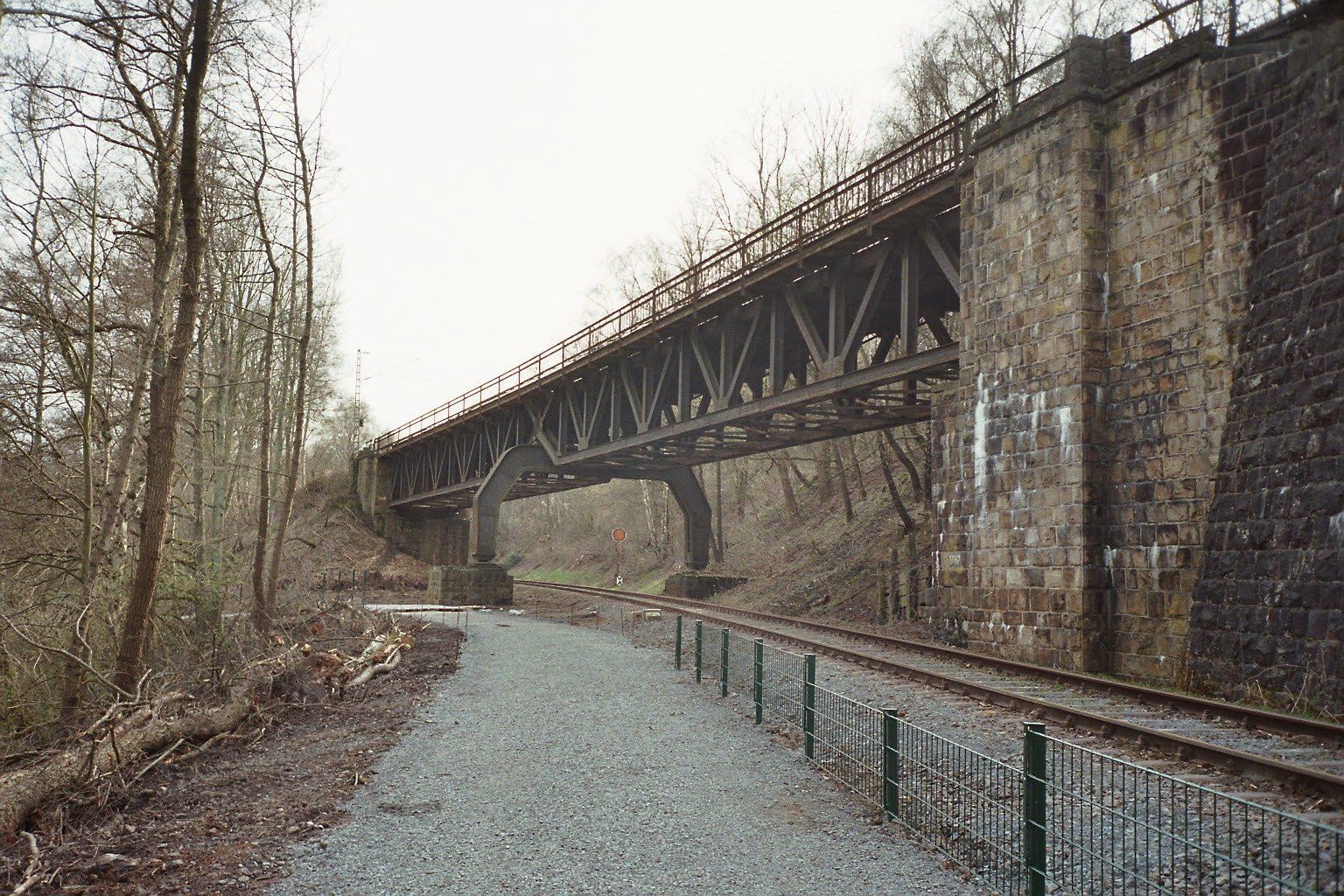
Ruhrtalradweg
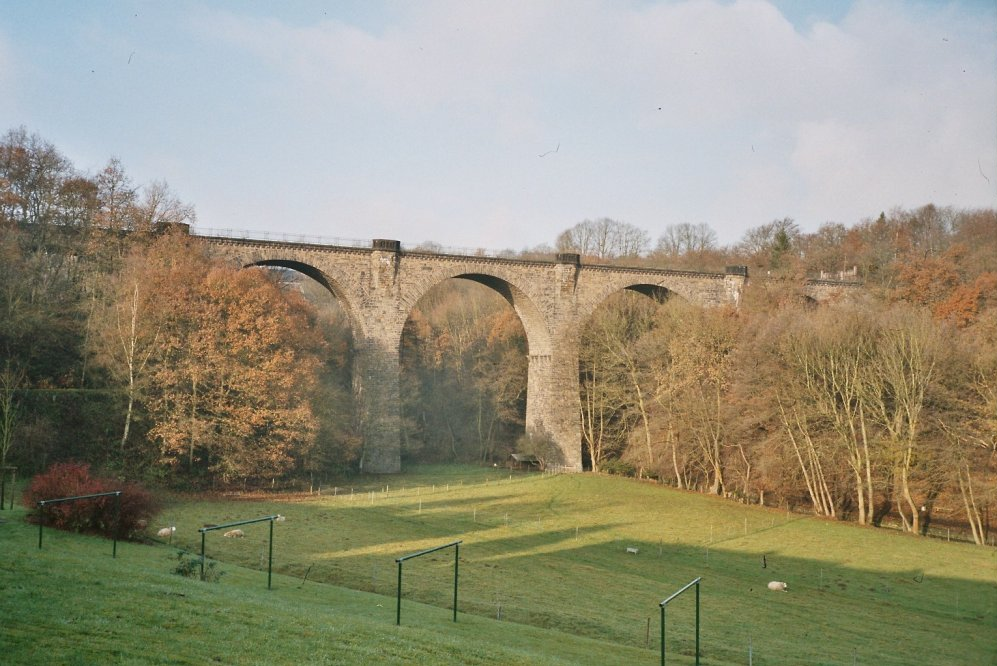
Viadukt Wengern
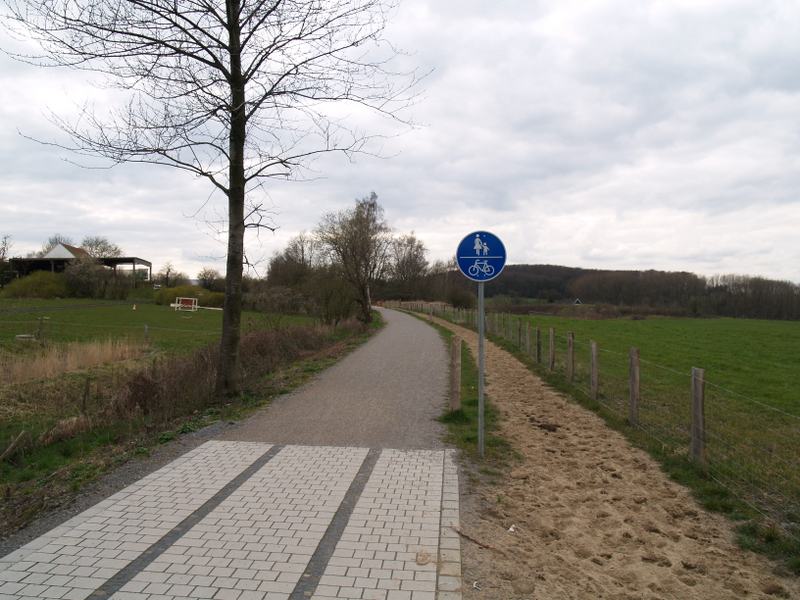
Radweg bei Silschede
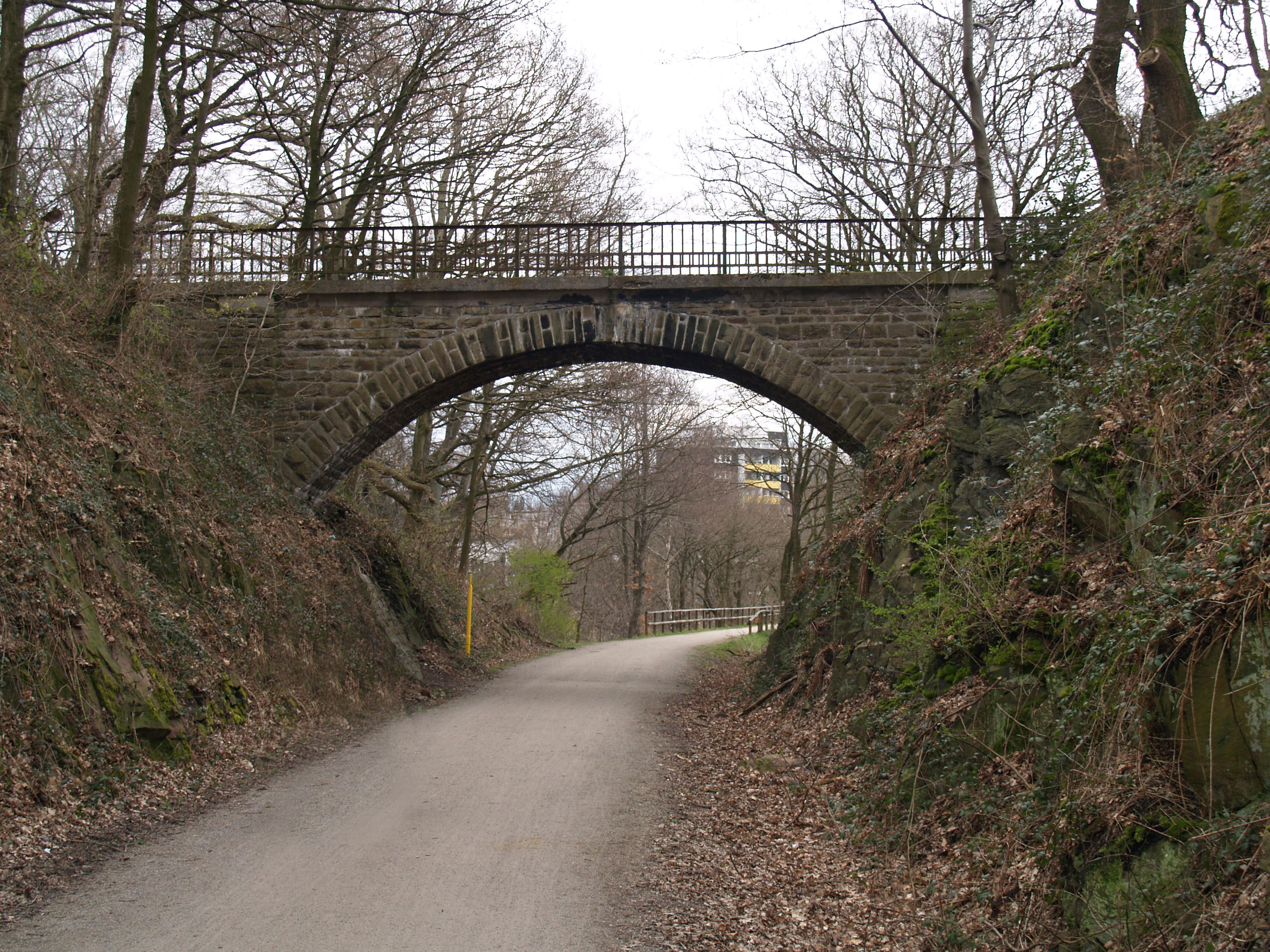
Zwischen Niedersprockhövel und Hattingen (Bredenscheid)
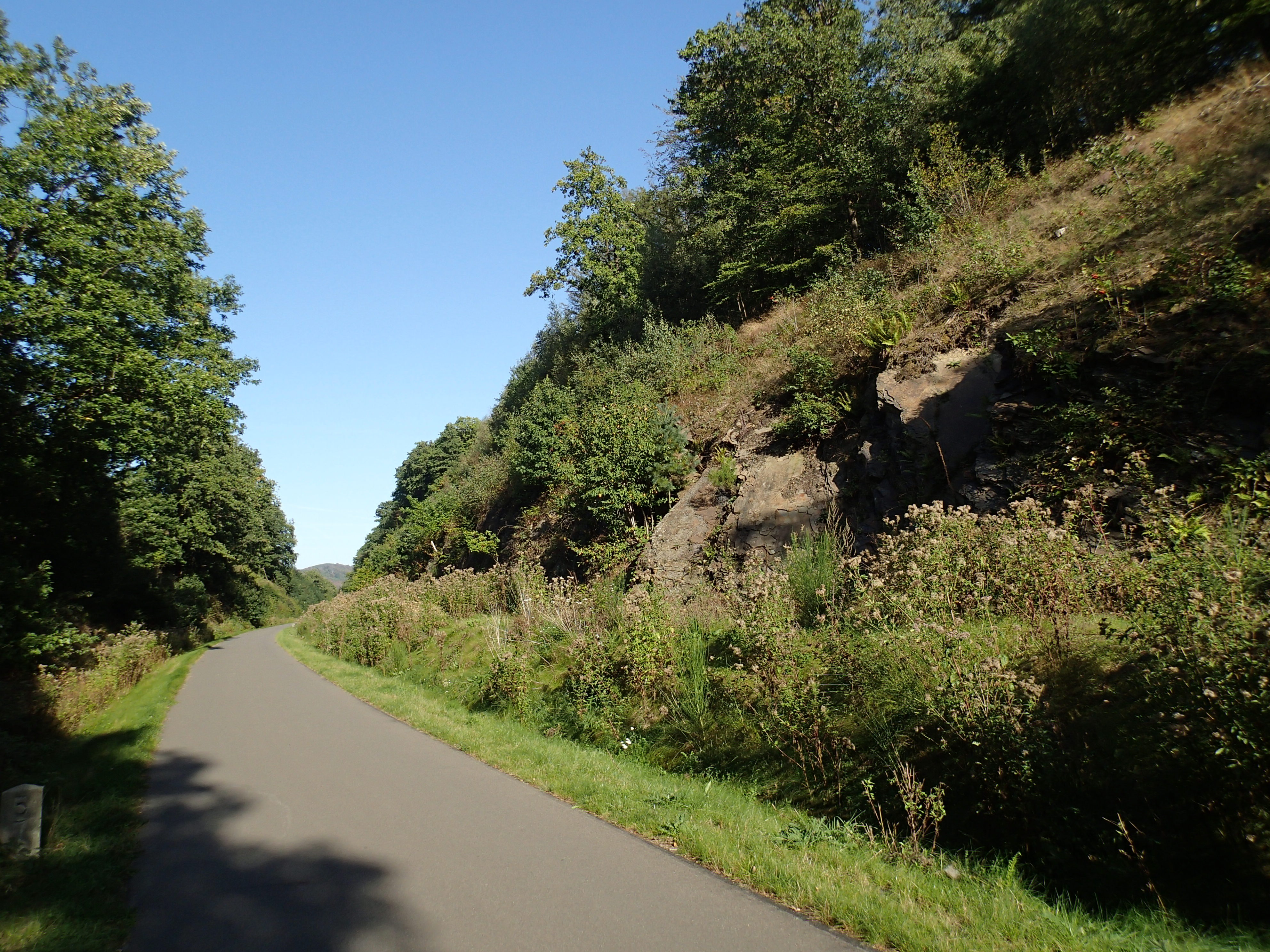
Zwischen Albringhausen und Wengern